# Rozgałęźnik elektryczny
Rozgałęźnik elektryczny – element osprzętu elektrotechnicznego, urządzenie umożliwiające jednoczesne czerpanie prądu z jednego źródła (gniazdka sieci elektrycznej lub oprawy oswietleniowej)  przez kilka urządzeń elektrycznych jednocześnie.
Potoczna nazwa: złodziejka. Prawdopodobnie nazwa potoczna  pochodzi z czasów, gdy liczniki elektryczne nie były upowszechnione, a za pobór prądu płaciło się zależnie od liczby gniazdek. Jednak są też inne teorie dotyczące pochodzenia tej nazwy. W niektórych rejonach Polski nazwa złodziejka odnosi się tylko do rozgałęźników wkręcanych zamiast żarówki. 

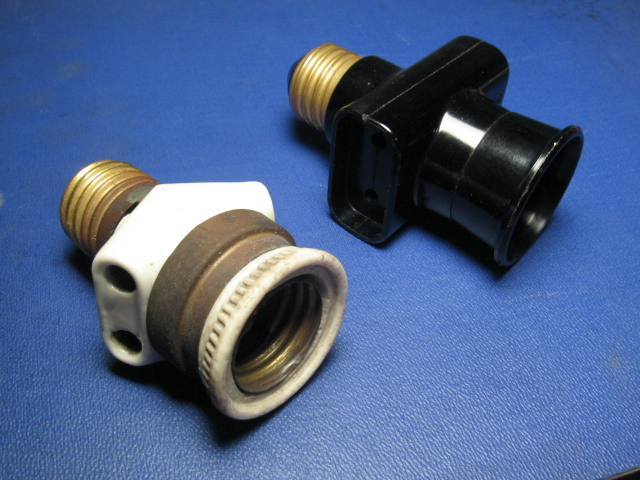
złodziejki do wkręcania w oprawkę lampy elektrycznej

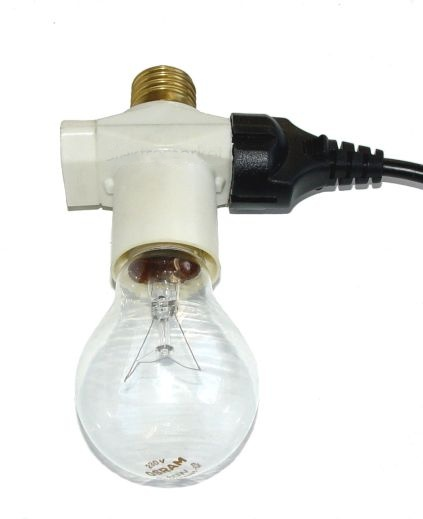
złodziejka z wkręconą żarówką; w jedno z gniazd włączona wtyczka

Podobną funkcję pełnią także przedłużacze elektryczne ze zwielokrotnionymi gniazdami, ale w odróżnieniu od przedłużaczy złodziejka nie jest wyposażona w przewód.
Jednym z wariantów rozgałęźników, są takie, które można wkręcić w miejsce standardowej żarówki do oprawki lampy. Po wkręceniu takiej "złodziejki" można do niej z kolei wkręcić żarówkę oraz - dodatkowo - podłączyć jedną lub kilka standardowych wtyczek elektrycznych.
W chwili obecnej sprzedaż "złodziejek" wkręcanych do oprawy oświetleniowej jest zakazana w Unii Europejskiej (ze względu na obciążalność instalacji oświetleniowej). Jednak producenci radzą sobie w ten sposób, że sprzedają je (jako lampki nocne) z zaślepionymi otworami, które użytkownik samodzielnie musi sobie wydłubać.

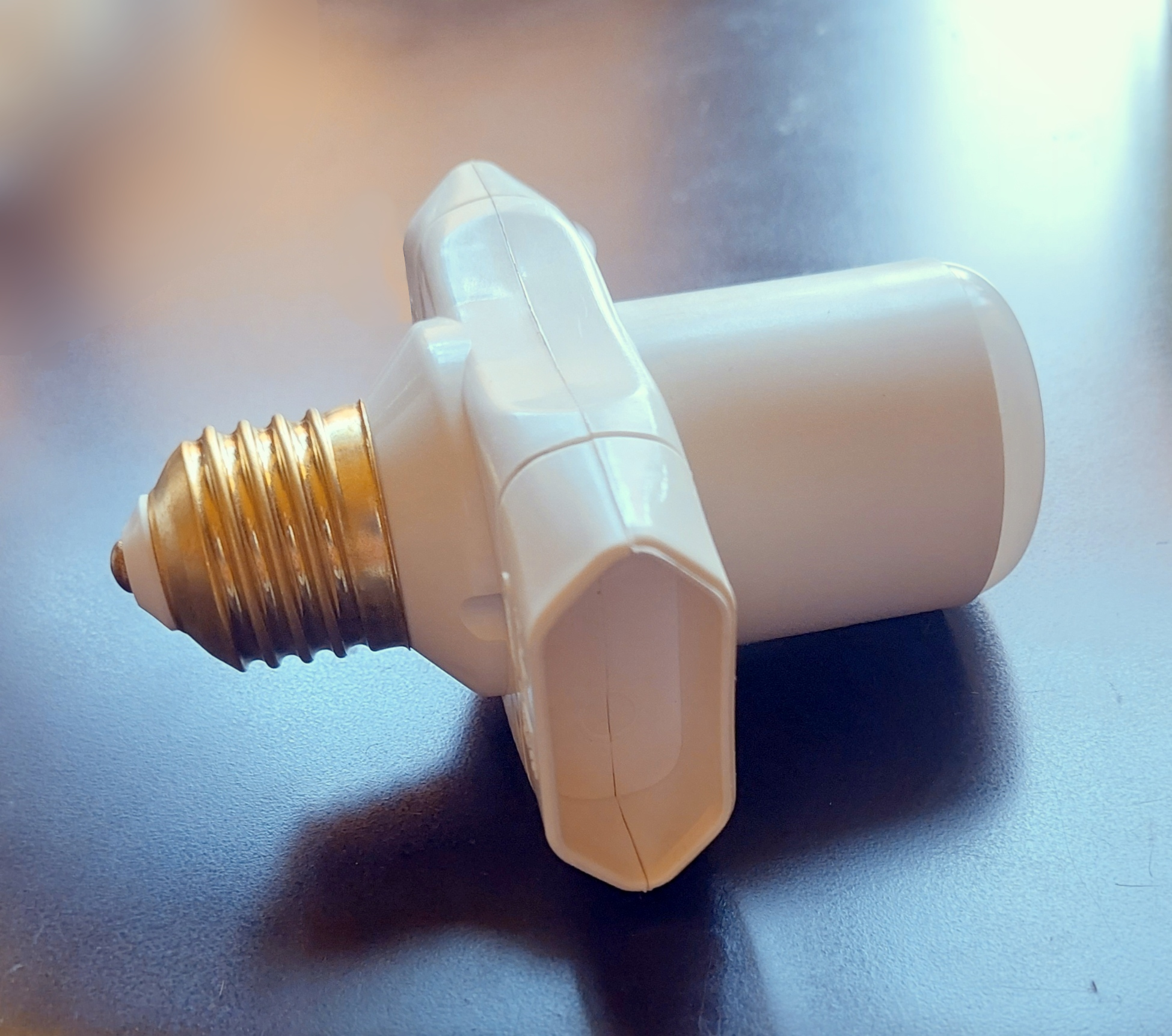
złodziejki do wkręcania w oprawkę lampy elektrycznej z zaślepionymi otworami